# Heterosexism
Heterosexism är en term för ett system av negativa attityder, fördomar och diskriminering till fördel för heterosexuell sexualitet och relationer. Det kan inkludera antagandet att alla är heterosexuella eller att heterosexuella attraktioner och relationer är den enda/rätta normen, och därför överlägsen.
Termen heterosexism började användas i början av 1900-talet, ungefär samtidigt som det liknande begreppet homofobi. Det senare begreppet refererar i allmänhet till en individs HBTQ-negativa attityder, medan heterosexismen syftar på ett helt samhälles kulturella förtryck av HBTQ-yttringar. Heterosexism relaterar också till de snarlika diskriminerande begreppen sexism och rasism (förstärkning av skillnader mellan kön respektive ras/folk).
Heterosexismen i ett samhälle osynliggör HBTQ-personer, genom att nedvärdera deras uttryck och utestänga dem från sociala funktioner och aktiviteter. Samtidigt attackeras dessa människor av de normer, lagar och institutioner som förstärker och upprätthåller normerna och lagarna, när HBTQ-personer väl försöker synas och göra sig hörda. Detta förstärker en ojämlikhet mellan människor baserat på deras sexuella identiteter.
I ett land som USA upprätthålls denna ojämlikhet genom att förbjuda öppet homosexuella från att arbeta inom militären, brist på stöd mot heterosexistisk diskriminering i tjänstesammanhang och i arbetslivet, fientlighet mot homosexuella parrelationer, liksom lagar mot sodomi i mer än en tredjedel av delstatslagarna i landet. I många andra länder är heterosexismen mer långtgående, och 2019 var homosexuella handlingar olagliga i 72 länder; 32 av dem ligger i Afrika. Hälften av dessa 32 länder är före detta brittiska kolonier, där kolonialmakten en gång införde lagar specifikt mot homosexualitet, men även andra kolonialmakter låg bakom liknande lagar i sina afrikanska besittningar.